# بادگیر منبر گپ
بادگیر منبر گپ مربوط به اواخر دوره قاجار است و در بندرعباس، فلکه بلوکی، خیابان امام خمینی، روبروی پاساژ طلا واقع شده و این اثر در تاریخ ۱۰ دی ۱۳۸۱ با شمارهٔ ثبت ۶۷۶۸ به‌عنوان یکی از آثار ملی ایران به ثبت رسیده است.